# Pedro Lucas de Allende
Pedro Lucas de Allende fue un destacado comerciante y funcionario colonial cordobés de fines del siglo XVIII.

## Biografía
Pedro Lucas de Allende y Vicentelo nació en la ciudad de Córdoba, Gobernación del Tucumán (Argentina), el 19 de octubre de 1742, hijo del general Tomás de Allende y Losa y de Bernardina Vicentelo de la Rosa y Carranza.
Se estableció primeramente en la ciudad de Salta desde donde extendió operaciones comerciales al Alto y Bajo Perú. El 7 de junio de 1776 fue nombrado por el virrey del Perú Manuel de Amat y Juniet sargento mayor del regimiento Nuestra Señora de la Viña.
Allí contrajo matrimonio con María Javiera de Torres y Funes con la que tuvo 14 hijos: los coroneles Tomás Bailón y Faustino Allende, el presbítero Dr.José Saturnino Allende, y José Manuel, Lucas Antonio, María Teresa, Teresa, Mauricia, María Josefa, Manuela Javiera, José Pío Alberto, Martín Diego Estanislao, María Bernardina y María Genuaria de Allende y Torres.
Vuelto a Córdoba, al crearse en 1783 la Intendencia de Córdoba del Tucumán fue ascendido a coronel y designado síndico procurador de la ciudad bajo la administración de su primer gobernador intendente Rafael de Sobremonte. El significativo progreso de la ciudad durante el gobierno de Sobremonte debe mucho a la enorme fortuna  influencia y esfuerzo de Allende.
Ingresó como Caballero de la Real Orden de Carlos III el 27 de noviembre de 1795 y probó su hidalguía en 1796.
Falleció en Córdoba el 15 de abril de 1801. Sus restos fueron sepultados en la iglesia de Santo Domingo de la que fue patrono y protector.